# 메디케이드
메디케이드(Medicaid)는 미국의 국민 의료 보조 제도로써 65세 미만의 저소득층과 장애인을 위한 것이다. 미국 연방정부와 주정부가 공동으로 재정을 보조하고 운영은 주에서 맡게 되어 있는데 미국에서 의료에 관련된 프로그램 중 가장 큰 규모를 자랑하고 있다.
메디케이드는 치과 진료 또한 포함하고 있는데 21살이 넘는 성인에게는 선택이지만 미성년자와 메디케이드 혜택을 받을 수 있는 자격을 가진 사람들에게는 필수로 제공된다. 메디케이드의 혜택을 받기 위해서는 단지 소득이 낮다는 것만으로는 부족하고 미국시민권자나 등록된 외국인이어야 하는 등 다른 여러 기준들에 적합해야 한다.
저소득층 중에 이런 기준을 충족하지 못하는 사람들이 상당히 많아서 대략 60%가 메디케이드의 혜택을 받지 못하고 있다.

## 역사
메디케이드는 "Social Security Act"(사회보장법안)로 1965년 7월 30일에 제정되었다. 주정부가 운영하기 때문에 각각의 주마다 이름이 다를 수 있으며, 메디케이드를 해당 주의 다른 의료 프로그램과 묶어서 제공할 수 있다.
메디케이드는 모든 주가 의무적으로 참여해야 하는 프로그램은 아니지만 1982년 애리조나가 마지막으로 참여한 이후 모든 주가 참여하고 있다. 1990년에 "Omnibus Reconciliation Act"를 통해 메디케이드 의약품 리베이트 프로그램이 시작되어 환자들이 약을 좀 더 저렴하게 구입할 수 있게 되었다.

## 메디케어와의 비교
메디케어는 연방정부에서 지원하고 운영하는 프로그램으로 65세 이상의 노인들과 65세 미만이더라도 특정한 장애나 질병을 가지고 있는 사람들을 대상으로 한 의료 프로그램인 반면 메디케이드는 주로 소득과 관련해 저소득층을 위해 주정부차원에서 운영하는 프로그램이다.
따라서 메디케이드와는 다른 재정과 운영 시스템을 가지고 있다. 또한, 의료혜택을 받을 수 있는 질병의 수가 메디케어보다는 메디케이드가 많다. 일부 사람들은 메디케어와 메디케이드의 자격을 동시에 인정받아 혜택 받을 수 있는데 2001년 기준으로 대략 650만 명이 중복 혜택을 받고 있다.

## 수혜 자격
메디케이드는 주로 저소득자를 대상으로 한 프로그램답게 혜택을 받을 수 있는 중요한 기준 중의 하나가 소유하고 있는 재산의 정도이다. 하지만 단순히 가난하다고 무조건 혜택을 받을 수 있는 것이 아니라 다른 여러 조건에도 부합해야 혜택을 받을 수 있게 되어 있다.
이런 자격기준에는 나이, 임신 여부, 장애, 맹인, 소득, 재산과 더불어 미국의 시민이나 합법적 이민자인가 등이 있다. 아이들은 비록 부모가 합법적으로 미국에 거주하지 않는다고 해도 아이들만 합법적인 신분이 되면 메디케이드 혜택을 받을 수 있다.
또한 메디케이드의 혜택은 에이즈나 HIV 바이러스 보균자들에게도 제공된다. 실제로 건강에 관련에서 쓰는 연방 보조금 중 가장 많은 금액을 차지하는 게 에이즈와 HIV 관련 예산이다. 특별히 저소득층 HIV 바이러스 보균자들은 에이즈로 진행되기 전에 메디케이드의 혜택을 받을 수 있게 되어 있다. 에이즈 환자의 50%가 넘는 사람들이 메디케이드의 혜택을 받고 있다.
메디케이드의 수혜 자격은 Deficit Reduction Act of 2005에 의거하여 변화가 있었는데 중요한 변화 중 하나가 메디케이드의 혜택을 받기 위해서는 미국시민이나 합법적 이민자라는 것을 증명하는 서류를 제출해야 한다는 것이다.

## 예산
메디케이드는 연방정부와 주정부가 공동으로 운영하는 프로그램으로 연방정부의 가이드라인만 지키면 그 외 부분은 주의 자립 운영을 인정한다. 하지만 연방정부의 가이드라인에 부합하지 않는 경우 연방정부의 재정지원을 받을 수 없다.
메디케이드 예산은 최근 몇 년 동안 많은 주에서 문제가 되고 있는데 각 주 별로 평균 16.8%의 주정부예산을 사용하고 있다.
2008년 기준으로 메디케이드는 4900만 명에게 의료 혜택을 주고 있고 이 숫자는 점점 늘어나 연방정부와 주정부예산에 부담이 되고 있다. 그리하여 대부분의 주에서 메디케이드의 비용을 보험회사에 매달 일정금액씩 제공하는 대신 보험회사에서 메디케이드 수혜자에게 보험을 제공하게 하고 있다.
2008년 11월 25일에 메디케이드에 관한 새로운 지침이 만들어졌는데 주로 하여금 메디케이드 수혜자들에게 비용을 일부 청구할 수 있게 하는 것으로 이로 인해 정부의 예산부담은 덜어질 수 있지만 메디케이드 수혜자들의 부담이 늘어나게 되었다.

## 관련 법률
- 1965 PL 89-97 Medicaid
- 1997 PL 105-33 Balanced Budget Act (Children's Health Insurance Program)
- 1990 OBRA Federal legislation: the beginnings of the Health Insurance Premium Payment Program (HIPP), under the George W. Bush Administration.
- 1993 Medicaid Estate Recovery Mandate requiring states to sue the estate of decedents for medical care costs paid by Medicaid.